# Andreas von Beroldingen
Andreas von Beroldingen, né vers 1440 et mort le 10 mars 1510 est une personnalité politique uranaise.

## Biographie
Andreas von Beroldingen est landamman d'Uri de 1477 à 1479, de 1487 à 1490, de 1496 à 1499 et de 1505 à 1507.